# Coraline Ada Ehmke
Coraline Ada Ehmke, född 1971, är en programmerare och förespråkare för öppen källkod från Chicago, Illinois. Hon började sin karriär som webbutvecklare år 1994 och har sedan dess arbetat inom många olika områden, bland annat som ingenjör, konsult, inom utbildning, marknadsföring, hälsovård och mjukvaruutveckling. Hon är känd för sitt arbete med programspråket Ruby och fick priset Ruby Hero Award vid RailsConf som är en konferens för programmerare som använder ramverket Ruby on Rails. Hon är också känd för sitt arbete och aktivism inom social rättvisa, skapandet av uppförandekoden Contributor Covenant och för att främja användandet av uppförandekoder för projekt och grupper som använder öppen källkod.